# Otto von St. Blasien
Otto von St. Blasien (? – 1223. július 23.) középkori német bencés szerzetes, latin nyelven író történetíró.

## Működése
Életéről szinte semmit nem tudunk. Valamikor a XII. század közepén született, 1223 július 23-án halt meg Sankt 
Blasienben. Arról nevezetes, hogy folytatta Freisingi Ottó krónikáját Ad librum VII chronici Ottonis Frisingensis 
episcopi continuatae historiae appendix sive Continuatio Sanblasiana címmel. Az évkönyvek formájában megírt mű az 1146. és 
1209. közötti eseményeket meséli el, III. Konrád uralkodásától Sváb Fülöp meggyilkolásáig. Bár 
Sankt Blasien kolostora felett a fennhatóságot 1218-tól a Hohenstaufen-dinasztia gyakorolta, és valószínűleg Ottó az apátság
vezetője volt, a mű mégis viszonylag elfogulatlanul mutatja be a német eseményeket. Forrásként használta Rahewin történetírót.

## Fordítás
- Ez a szócikk részben vagy egészben  az   Otto of Sankt Blasien című angol Wikipédia-szócikk ezen változatának fordításán alapul.  Az eredeti cikk szerkesztőit annak laptörténete sorolja fel. Ez a jelzés csupán a megfogalmazás eredetét és a szerzői jogokat jelzi, nem szolgál a cikkben szereplő információk forrásmegjelöléseként.